# Auguste Ferdinande von Österreich

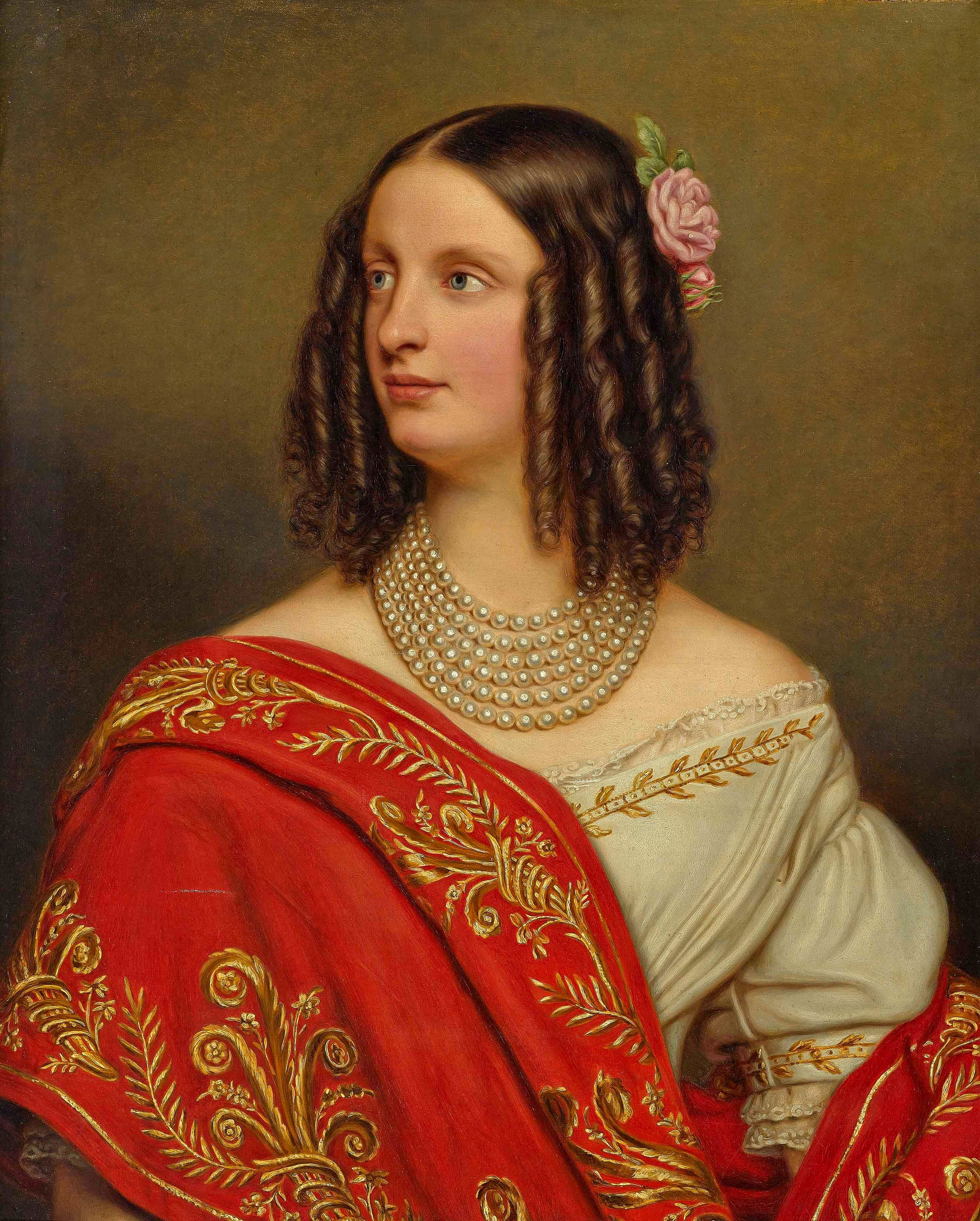
Auguste von Österreich-Toskana, Kopie nach einem Gemälde Joseph Stielers, 1845

Auguste Ferdinande von Österreich (* 1. April 1825 in Florenz; † 26. April 1864 in München) war eine Erzherzogin von Österreich und Prinzessin der Toskana sowie Gemahlin des späteren Prinzregenten Luitpold von Bayern.

## Leben

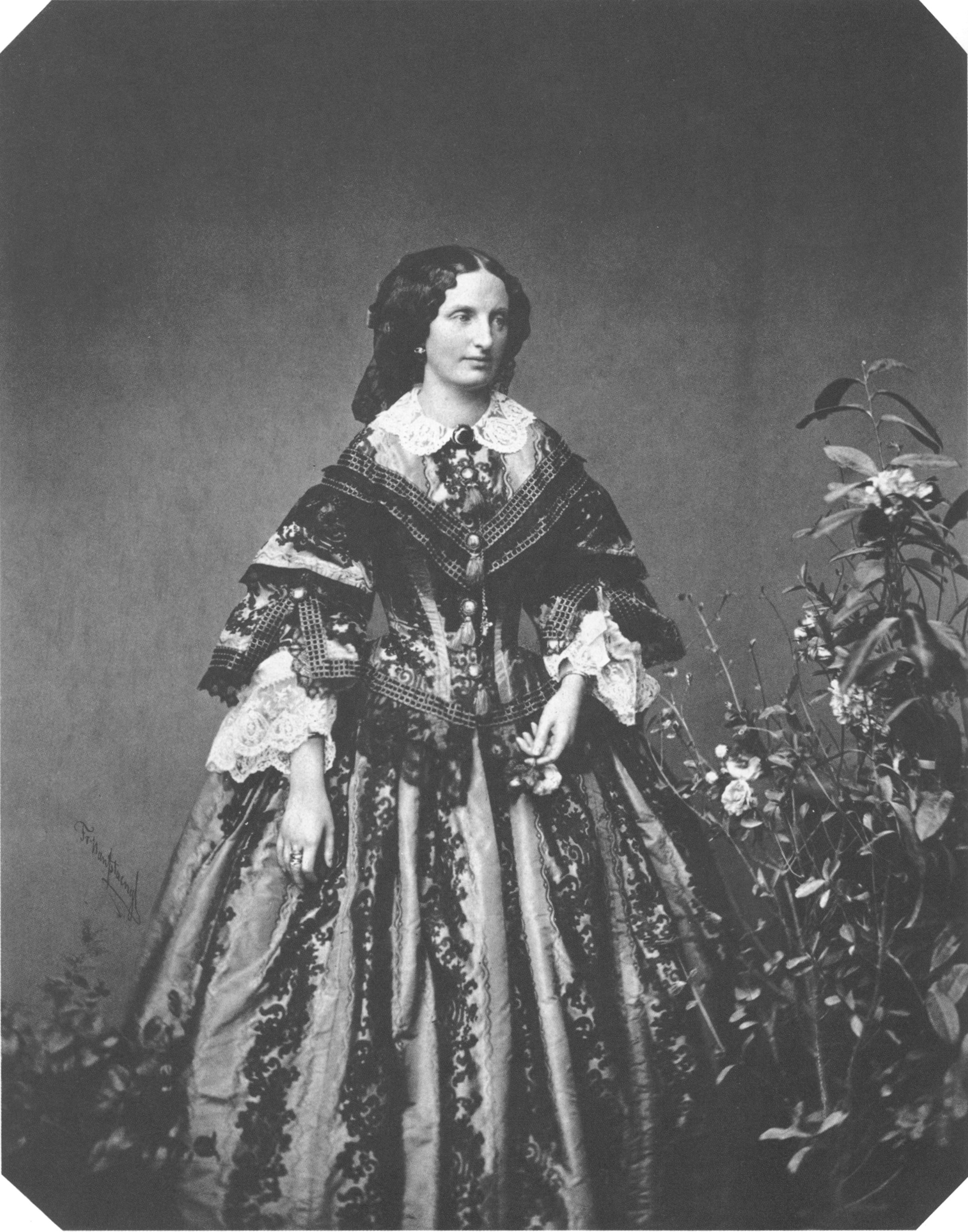
Auguste von Österreich, ca. 1850

Auguste wurde als Tochter von Leopold II. von Österreich-Toskana und seiner ersten Frau Maria Anna von Sachsen geboren. Streng katholisch erzogen, entwickelte sie bald Interesse für Wissenschaft und Kunst. Auguste wurde als groß, schön und selbstbewusst beschrieben. 
Am 15. April 1844 heiratete sie in Florenz Luitpold, den späteren Prinz-Regenten von Bayern, obwohl dessen Vater, König Ludwig I. von Bayern, anfangs gegen die Ehepläne seines Sohnes war, da sich bei Auguste bereits Anzeichen einer Lungentuberkulose bemerkbar machten.
Da die klimatischen Verhältnisse in Bayern rauer als in der italienischen Heimat Augustes waren, ließ Luitpold seiner Gemahlin 1848 am Bodensee bei Lindau eine Sommerresidenz errichten. Diese „Villa Amsee“ wurde nicht nur zum Erholungsort für Auguste Ferdinande und ihren Mann, sondern auch zum Treffpunkt für den europäischen Hochadel. Das Paar lebte relativ zurückgezogen, pflegte jedoch rege Kontakte zu Künstlern und Wissenschaftlern. Ferdinand von Miller, Franz Lenbach, Max Slevogt und Adolf von Hildebrand zählten zu dem engeren Kreis um Luitpold.
Aus ihrer Ehe ging neben drei anderen Kindern auch König Ludwig III. von Bayern hervor. Mit ihren Kindern sprach Auguste stets Italienisch.
Als Ehefrau war Auguste ihrem Mann eine große Stütze bei all seinen politischen Aktivitäten. Während der Revolution 1848 sprach sie sich offen gegen Lola Montez aus und bemühte sich, den entstandenen Schaden an der Monarchie einzugrenzen.

Sarkophag von Auguste Ferdinande

Sie starb im April 1864 im Alter von nur 39 Jahren an den Folgen der Tuberkulose und wurde in München in der Fürstengruft der Wittelsbacher in der Theatinerkirche beigesetzt.
Luitpold von Bayern heiratete kein zweites Mal. Um seinen Haushalt kümmerten sich seine Tochter Therese und seine Schwester Adelgunde.

## Nachkommen
Ihre Kinder mit Luitpold waren:
1. König Ludwig III. von Bayern (1845–1921) ⚭ 1868 Erzherzogin Marie Therese von Österreich-Este (1849–1919)
2. Prinz Leopold von Bayern (1846–1930) ⚭ 1873 Erzherzogin Gisela von Österreich (1856–1932)
3. Prinzessin Therese von Bayern (1850–1925)
4. Prinz Arnulf von Bayern (1852–1907) ⚭ 1882 Prinzessin Therese von Liechtenstein (1850–1938)